# 国际气候与环境研究中心
国际气候与环境研究中心（挪威語：CICERO Senter for klimaforskning，缩写 CICERO）是位于挪威奥斯陆的跨学科研究中心，領域包含气候研究、环境科学和环境研究等。该研究中心是挪威政府於1990年建立，隶属于奥斯陆大学的独立研究机构。目前中心主任是克里斯汀·哈沃森。
该研究中心在推廣氣候變遷和全球暖化知识方面发挥国家主导的作用，并被国际公认为具有创新性的气候传播能力。

## 專家組
研究中心有七个专家小组：
- 气候与社会（Climate and society）
- 气候影响研究（Climate impacts）
- 气候政策（Climate policy）
- 气候系统（Climate system）
- 减缓气候变化（Climate mitigation）
- 气候经济学（Climate economics）
- 大气科学（Atmospheric Sciences）

## 历届中心主任
- 泰德·哈尼許（英语：Ted Hanisch）（1990－1993年）
- 赫爾格·赫爾內斯（英语：Helga Hernes）（1993－1996年）
- 努特·埃弗森（Knut H. Alfsen，1997－2002年）
- 帕爾·普雷斯特魯德（2002－2012年）
- 塞西莉·莫瑞岑（英语：Cecilie Mauritzen）（2012－2013年）
- 克里斯汀·哈沃森（英语：Kristin Halvorsen）（2014年－）